# Mateo Musacchio
Pour les articles homonymes, voir Musacchio.
Mateo Musacchio est un footballeur international argentin, né le 26 août 1990 à Rosario en Argentine. Il évolue actuellement au poste de défenseur central.
Il possède également la nationalité italienne.

## Biographie

### Carrière en club

#### River Plate
Musacchio naît à Rosario en Argentine. Il fait ses gammes au club argentin de River Plate, et réalise quelques apparitions en équipe pro lors de la saison 2006/2007. Il ne joue que très peu de matches avec son club formateur.
A ses débuts, âgé de 16 ans, 3 mois et 14 jours, il est le plus jeune joueur de River Plate à jouer en compétition officielle, devant Omar Rossi (16 ans, 4 mois et 24 jours en 1948).

#### Villarreal
Il est transféré en 2009 à Villarreal, tout d'abord comme membre de l'équipe réserve. Sa première apparition en équipe première remonte au 13 février 2010, lors d'une victoire contre Bilbao. Il prend progressivement de l'ampleur et s'impose au fil du temps comme un taulier en défense. Il participe à plusieurs compétitions européennes avec son équipe. Il est cependant gêné par des blessures.

#### AC Milan
Le 30 mai 2017, il signe pour 18 millions d'euros un contrat de quatre ans en faveur de l'AC Milan. Il y forme avec Bonucci et Romagnoli le trio défensif du 3-5-2 de Montella. Cependant, à la suite des mauvais résultats du club (7ème de Serie A au bout de la quatorzième journée, alors qu'à la même période, le club était 3ème lors de la saison précédente), ce dernier est remplacé par Gennaro Gattuso qui revient rapidement au 4-3-3 où Musacchio perd sa place de titulaire.

### Carrière en sélection
Il connait plusieurs sélections en équipe de jeunes d'argentine puis sa première sélection avec l'équipe d'Argentine de football a lieu le 1er juin 2011 à l'âge de 20 ans et 9 mois dans le cadre d'une rencontre amicale.

## Statistiques

### En club
Le tableau ci-dessous récapitule les statistiques de Mateo Musacchio lors de sa carrière en club :
| Saison                | Club                  | Championnat           | Championnat | Championnat | Coupe(s) nationale(s) | Coupe(s) nationale(s) | Compétition(s) continentale(s) | Compétition(s) continentale(s) | Compétition(s) continentale(s) | Autres compétitions | Autres compétitions | Autres compétitions | Total | Total |
| Saison                | Club                  | Division              | M.          | B.          | M.                    | B.                    | Comp.                          | M.                             | B.                             | Comp.               | M.                  | B.                  | M.    | B.    |
| 2009-2010             | Villarreal CF         | Liga                  | 7           | 0           | 0                     | 0                     | C3                             | 1                              | 0                              | -                   | -                   | -                   | 8     | 0     |
| 2010-2011             | Villarreal CF         | Liga                  | 31          | 0           | 6                     | 0                     | C3                             | 15                             | 0                              | -                   | -                   | -                   | 52    | 0     |
| 2011-2012             | Villarreal CF         | Liga                  | 30          | 0           | 2                     | 0                     | C1                             | 7                              | 0                              | -                   | -                   | -                   | 39    | 0     |
| 2012-2013             | Villarreal CF         | Liga Adelante         | 39          | 2           | 1                     | 0                     | -                              | -                              | -                              | -                   | -                   | -                   | 40    | 2     |
| 2013-2014             | Villarreal CF         | Liga                  | 32          | 1           | 3                     | 0                     | -                              | -                              | -                              | -                   | -                   | -                   | 35    | 1     |
| 2014-2015             | Villarreal CF         | Liga                  | 14          | 3           | 3                     | 0                     | C3                             | 7                              | 0                              | -                   | -                   | -                   | 24    | 3     |
| 2015-2016             | Villarreal CF         | Liga                  | 13          | 1           | 3                     | 0                     | C3                             | 5                              | 0                              | -                   | -                   | -                   | 21    | 1     |
| 2016-2017             | Villarreal CF         | Liga                  | 23          | 0           | 1                     | 0                     | C1+C3                          | 6                              | 0                              | -                   | -                   | -                   | 30    | 0     |
| Sous-total            | Sous-total            | Sous-total            | 189         | 7           | 19                    | 0                     | -                              | 41                             | 0                              | -                   | -                   | -                   | 249   | 7     |
| 2017-2018             | AC Milan              | Série A               | 15          | 0           | 0                     | 0                     | C3                             | 7                              | 1                              | -                   | -                   | -                   | 22    | 1     |
| 2018-2019             | AC Milan              | Série A               | 29          | 1           | 3                     | 0                     | C3                             | 1                              | 0                              | -                   | -                   | -                   | 33    | 1     |
| 2019-2020             | AC Milan              | Série A               | 18          | 0           | 0                     | 0                     | -                              | -                              | -                              | -                   | -                   | -                   | 18    | 0     |
| 2020-2021             | AC Milan              | Série A               | 1           | 0           | 1                     | 0                     | -                              | -                              | -                              | -                   | -                   | -                   | 2     | 0     |
| Sous-total            | Sous-total            | Sous-total            | 63          | 1           | 4                     | 0                     | -                              | 8                              | 1                              | -                   | 0                   | 0                   | 75    | 2     |
| 2020-2021             | Lazio                 | Série A               | 4           | 0           | 1                     | 0                     | C1                             | 1                              | 0                              | -                   | -                   | -                   | 6     | 0     |
| Sous-total            | Sous-total            | Sous-total            | 4           | 0           | 1                     | 0                     | -                              | 1                              | 0                              | -                   | -                   | -                   | 6     | 0     |
| Total sur la carrière | Total sur la carrière | Total sur la carrière | 256         | 8           | 24                    | 0                     | -                              | 50                             | 1                              | -                   | 0                   | 0                   | 330   | 9     |